# Euptychia marisea
Euptychia marisea är en fjärilsart som beskrevs av Dyar 1914. Euptychia marisea ingår i släktet Euptychia och familjen praktfjärilar. Inga underarter finns listade i Catalogue of Life.